# جون ويليامسون (لاعب كرة سلة مواليد 1951)
جون ويليامسون (بالإنجليزية: John Williamson)‏ مواليد 10 نوفمبر 1951 في نيو هيفن - الوفاة 30 نوفمبر 1996، كان لاعب كرة سلة أمريكي. بدأ مسيرته الاحترافية في سنة 1973. تم اختياره من قبل فريق أتلانتا هوكس خلال الدرافت. بلغ طوله 6 قدم 2 بوصة (1.9 م). اعتزل اللعب في 1982.

## المسيرة الاحترافية
لعب مع بروكلين نتس في سنة 1977، ثم لعب مع إنديانا بايسرز في موسم 1977–1977، ثم لعب مع بروكلين نتس من سنة 1978 إلى 1980، ثم لعب مع واشنطن ويزاردز في سنة 1980.

## روابط خارجية
- جون ويليامسون على موقع إن بي أي (الإنجليزية)
- جون ويليامسون على موقع سبورتس رفرنس (الإنجليزية)
- جون ويليامسون على موقع كلية كرة السلة في سبورتس رفرنس.كوم (الإنجليزية)
- جون ويليامسون على موقع ريلجم (الإنجليزية)